# Ladon (Loiret)
Ladon és un municipi francès, situat al departament del Loiret i a la regió de Centre – Vall del Loira. L'any 2007 tenia 1.368 habitants.

## Demografia

### Població
El 2007 la població de fet de Ladon era de 1.368 persones. Hi havia 580 famílies, de les quals 157 eren unipersonals (70 homes vivint sols i 87 dones vivint soles), 207 parelles sense fills, 195 parelles amb fills i 21 famílies monoparentals amb fills.
La població ha evolucionat segons el següent gràfic:
Habitants censats

### Habitatges
El 2007 hi havia 717 habitatges, 587 eren l'habitatge principal de la família, 82 eren segones residències i 48 estaven desocupats. 665 eren cases i 51 eren apartaments. Dels 587 habitatges principals, 427 estaven ocupats pels seus propietaris, 144 estaven llogats i ocupats pels llogaters i 16 estaven cedits a títol gratuït; 5 tenien una cambra, 54 en tenien dues, 161 en tenien tres, 206 en tenien quatre i 160 en tenien cinc o més. 495 habitatges disposaven pel capbaix d'una plaça de pàrquing. A 262 habitatges hi havia un automòbil i a 244 n'hi havia dos o més.

### Piràmide de població
La piràmide de població per edats i sexe el 2009 era:
| Homes | Edats   | Dones |
| ----- | ------- | ----- |
| 0     | 95 o +  | 4     |
| 0     | 90 a 94 | 16    |
| 8     | 85 a 89 | 24    |
| 24    | 80 a 84 | 4     |
| 28    | 75 a 79 | 44    |
| 32    | 70 a 74 | 40    |
| 56    | 65 a 69 | 48    |
| 8     | 60 a 64 | 52    |
| 12    | 55 a 59 | 12    |
| 36    | 50 a 54 | 12    |
| 12    | 45 a 49 | 24    |
| 56    | 40 a 44 | 32    |
| 52    | 35 a 39 | 44    |
| 32    | 30 a 34 | 40    |
| 24    | 25 a 29 | 44    |
| 20    | 20 a 24 | 24    |
| 8     | 15 a 19 | 28    |
| 32    | 10 a 14 | 48    |
| 28    | 5 a 9   | 32    |
| 32    | 0 a 4   | 28    |

## Economia
El 2007 la població en edat de treballar era de 802 persones, 611 eren actives i 191 eren inactives. De les 611 persones actives 549 estaven ocupades (299 homes i 250 dones) i 61 estaven aturades (24 homes i 37 dones). De les 191 persones inactives 61 estaven jubilades, 59 estaven estudiant i 71 estaven classificades com a «altres inactius».

### Ingressos
El 2009 a Ladon hi havia 601 unitats fiscals que integraven 1.387,5 persones, la mediana anual d'ingressos fiscals per persona era de 17.748 €.

### Activitats econòmiques
Dels 63 establiments que hi havia el 2007, 2 eren d'empreses extractives, 2 d'empreses alimentàries, 3 d'empreses de fabricació de material elèctric, 1 d'una empresa de fabricació d'elements pel transport, 5 d'empreses de fabricació d'altres productes industrials, 8 d'empreses de construcció, 19 d'empreses de comerç i reparació d'automòbils, 4 d'empreses de transport, 1 d'una empresa d'hostatgeria i restauració, 4 d'empreses financeres, 3 d'empreses de serveis, 4 d'entitats de l'administració pública i 7 d'empreses classificades com a «altres activitats de serveis».
Dels 22 establiments de servei als particulars que hi havia el 2009, 1 era una oficina de correu, 2 oficines bancàries, 5 tallers de reparació d'automòbils i de material agrícola, 3 paletes, 1 guixaire pintor, 1 fusteria, 3 lampisteries, 2 electricistes, 2 perruqueries i 2 veterinaris.
Dels 3 establiments comercials que hi havia el 2009, 1 era una botiga de més de 120 m², 1 una botiga de menys de 120 m² i 1 una fleca.
L'any 2000 a Ladon hi havia 13 explotacions agrícoles.

## Equipaments sanitaris i escolars
L'únic equipament sanitari que hi havia el 2009 era una farmàcia.
El 2009 hi havia 1 escola maternal i 1 escola elemental.

## Poblacions més properes
El següent diagrama mostra les poblacions més properes.